# ケン田島
ケン田島（ケン たじま、本名：漆原一郎〈うるしばら いちろう〉、1930年10月20日 - 2021年4月27日）は、イギリス生まれの同時通訳者・ディスクジョッキー・フリーアナウンサー。

## 人物
1930年、ロンドンにて出生。
1941年「伏見丸」にて帰国。
連合軍総司令部で働いた。後に在日アメリカ合衆国大使館広報文化局などの仕事を担当したのち、フリーアナウンサーとして活動を始める。
自ら自動車愛好家であることで、富士スピードウェイでの自動車レースにおいてそのレース解説を担当し、人気を集める。
その後はラジオ関東（神奈川県）の番組「ポートジョッキーショー」のパーソナリティを務めた。パックインミュージック（TBSラジオ）など、放送の世界で活躍した。同時通訳・翻訳者としても知られた。
2021年4月27日、肝細胞がんのため死去。90歳没。

## 他の出演
- パックインミュージック（TBSラジオ）
- 富士フイルムミュージックスコープ（エフエム東京）
- ジャパン・タイムス英語ニュース（日本短波放送）
- レーザーグランプリ （1983年、タイトー） - アーケードゲーム。ゲーム内の実況を担当。
- スーパースプリント'86 (1986年、日本テレビ)